# FM-2030
Ферейдун М. Эсфендиари (фр. Fereidoun M. Esfandiary; 15 октября 1930, Бельгия — 8 июля 2000) — американский писатель-фантаст, футуролог и философ, один из основателей трансгуманистического движения; иранский баскетболист, участник летних Олимпийских игр 1948 года.
Впоследствии Эсфендиари сменил своё имя на FM-2030, чтобы выразить надежду на то, что ему удастся прожить как минимум 100 лет и в 2030 году отпраздновать свой сотый день рождения.

## Биография

### Гражданин мира
Будучи сыном иранского дипломата, Ферейдун Эсфендиари к одиннадцати годам успел пожить в семнадцати странах. Большую часть своего детства он провёл в консульствах, посольствах и государственных представительствах; побывал в таких городах как Лондон, Нью-Йорк, Иерусалим, Дамаск и Лос-Анджелес. В конечном счёте FM-2030 обосновался в Майами.
Ферейдун начал своё официальное образование в иранской начальной школе. Продолжил его в английской школе, а затем во французской иезуитской школе и даже одну четверть провёл в ливанской школе при женском монастыре, в которой он был единственным мальчиком. Благодаря путешествиям и опыту обучения в разных заведениях он научился говорить на французском, арабском, иврите и английском.
Все это дало FM-2030 более широкий взгляд на человечество и ощущение себя как гражданина Мира. Он считал понятие национальности ненужным. «Не бывает незаконных иммигрантов, бывают только неуместные границы», — говорил он.

### Рождённый раньше времени
Эсфендиари продолжил своё образование в 1940-х в Калифорнийском университете в Беркли, а затем в Калифорнийском университете в Лос-Анджелесе. 
В 1948 году вошёл в состав сборной Ирана по баскетболу на летних Олимпийских играх в Лондоне, занявшей 14-е место. Провёл 6 матчей, набрал (по имеющимся данным) 6 очков (4 в матче со сборной Мексики, 2 — с Кубой).
FM-2030 служил в примирительной комиссии ООН по вопросам Палестины с 1952 по 1954 годы.
Уволился, чтобы сосредоточиться на карьере писателя и опубликовал свой первый роман «Day of Sacrifice» в 1959 году. «The New York Herald Tribune» избрал книгу как один из лучших романов года — романтичный и беспокойный Иран 1950-х в разрезе. Книга была переведена на 11 языков и включена в список обязательной для прочтения литературы Министерства иностранных дел США.
В интервью автор говорит: «…Но есть разница между Эсфендиари и Камю. Последний чрезвычайно пессимистичен. Это человеческое состояние в некоторой мере абсурдно. Эсфендиари же — оптимист. У него есть надежда, потому что он глубоко верит в человека. Он убеждён, что технологический прогресс, соприкосновение культур, и т. д. освободят человека от его современных страданий. Со временем человек сможет избавиться даже от самой главной своей трагедии — смерти. Человек может стать совершенным».
Продолжением писательской карьеры FM-2030 становится издание романов «The Beggar» в 1963 и «Identity Card» в 1966. Но вскоре он полностью обратился к философии, ориентированной на проблемы будущего. «Я человек XXI века, который случайно появился на свет в 20-м, — говорил он. — Я жутко скучаю по будущему».

### Хронический оптимист
Через 30 лет FM-2030 становится известным из-за своего дерзкого и провокационного видения будущего. Он распространял свои взгляды, преподавая футуристическую философию в New School University и Калифорнийском университете в Лос-Анджелесе, также выступал с лекциями в Смитсонианском обществе, публиковал заметки в «The New York Times» и «The Los Angeles Times» и выступал в шоу, таких как «The Today Show», «Good Morning America», «Live with Larry King» и «Future Watch».
Его предсказания включали в себя исправление генетических ошибок, беременность вне человеческого тела, телеконференции, телемедицину и телешоппинг (обслуживание пациентов и покупателей на расстоянии). FM-2030 также предсказывал замедление гонки вооружений, и уже в 1970-х годах предсказал падение коммунизма.
Будучи известным как «хронический оптимист», FM-2030 рисовал картины будущего с неограниченными источниками энергии. Он также верил, что синтетические органы и части тела могут сделать неуместным понятие средней продолжительности жизни, и к 1974 писал о физическом долголетии и видах на бессмертие. «У меня нет возраста. Я рождаюсь и рождаюсь заново с каждым днём. И намереваюсь жить вечно. И если не случится непредвиденного, скорее всего буду», — говорил он. «Также я хочу помочь другим людям жить бесконечно».

### Трансгуманист
Его книги «Optimism One» (1970), «Up-Wingers» (1973), «Telespheres» (1977) содержат ряд трансгуманистических идей. «„Up-Wingers“ — это те, кто призван помогать ускорению сдвига к новому историческому эволюционному уровню», — говорил он.
В 1989 FM-2030 опубликовал книгу «Are You a Transhuman?» («Трансчеловек ли ты?»), которая содержала множество плодотворных идей. Книга определяла транслюдей как новых существ, проистекающих из современных прорывов в науке и технике. «Проходят те времена, когда мы мало внимания уделяли планированию нашего будущего. Мы просто не осознавали динамики изменений. Планирование будущего — явный признак интеллекта», — говорил он.
8 июля 2000 года, в возрасте 69 лет, FM-2030 скончался от рака поджелудочной железы и был крионирован компанией Алькор (Alcor Life Extension Foundation) в городе Скоттсдейл, Аризона. Тело его находится там по сей день.

## Высказывания
- «Не стоит бояться мечты и надежды. Ведь именно дерзость мечтателей завела нас так далеко — из мрачных первобытных болот, к тому, где мы сейчас — в шаге от покорения галактик, в шаге от бессмертия»[5].

## Произведения

### Научная фантастика
- The Day of Sacrifice (1959).
- The Beggar (1965).
- Identity Card (1966).

### Научно-популярные книги
- Optimism one; the emerging radicalism (1970).
- UpWingers: A Futurist Manifesto (1973).
- Telespheres (1977).
- Are You a Transhuman? Monitoring and Stimulating Your Personal Rate of Growth in a Rapidly Changing World (1989).